# Mall/Southwest 4th Avenue és Mall/Southwest 5th Avenue megállóhelyek
Mall/Southwest 4th Avenue és Mall/Southwest 5th Avenue megállóhelyek a Metropolitan Area Express kék és piros vonalainak megállói voltak az Oregon állambeli Portlandben, a Yamhill Történelmi Negyedben. 2004 és 2009 között a sárga vonal is megállt itt, de annak megállóját a Portland Transit Mallhoz helyezték át.
A Yamhill és Morrison utcákban elterülő megállók szélső peronosak, a vonatokra a járdáról lehet felszállni. A közelben a Pioneer Place Mall bevásárlóközpont, egyéb üzletek és a Portland Transit Mall található.
A vonalak 1986-os megnyitásakor a megálló még nem létezett, mivel tervben volt a környék átalakítása, amelyre 1989–90-ben, a Pioneer Place Mall megépültével került sor.
| Előző állomás                                              |                                           | Metropolitan Area Express |  | Következő állomás                                          |
| ---------------------------------------------------------- | ----------------------------------------- | ------------------------- |  | ---------------------------------------------------------- |
| Pioneer Square Southcsak az egyik irányban                 |                                           | Kék vonal                 |  | Yamhill Districttovább Cleveland Avenue felé               |
| Pioneer Square Northtovább Hatfield Government Center felé | Morrison/SW 3rd Avecsak az egyik irányban | Kék vonal                 |  |                                                            |
| Pioneer Square Southcsak az egyik irányban                 |                                           | Piros vonal               |  | Yamhill Districttovább Portland International Airport felé |
| Pioneer Square Northtovább Beaverton pályaudvar felé       | Morrison/SW 3rd Avecsak az egyik irányban | Piros vonal               |  |                                                            |

## Fordítás
- Ez a szócikk részben vagy egészben  a   Mall/Southwest 4th Avenue and Mall/Southwest 5th Avenue című angol Wikipédia-szócikk ezen változatának fordításán alapul.  Az eredeti cikk szerkesztőit annak laptörténete sorolja fel. Ez a jelzés csupán a megfogalmazás eredetét és a szerzői jogokat jelzi, nem szolgál a cikkben szereplő információk forrásmegjelöléseként.